# سافاری‌لینک اوییشن
سافاری‌لینک اوییشن (به انگلیسی: Safarilink Aviation) یک شرکت هواپیمایی با کد یاتا F2* است که در ۲۰۰۴ میلادی تأسیس شده‌است. دفتر مرکزی سافاری‌لینک اوییشن در نایروبی، کنیا واقع شده‌است و قطب این شرکت هواپیمایی در فرودگاه ویلسون قرار دارد.